# The Virgin Psychics
Pour plus de détails, voir Fiche technique et Distribution.
The Virgin Psychics (映画 みんな!エスパーだよ!, Eiga Minna! Esper da yo!) est un film japonais réalisé par Sion Sono, sorti en 2015.

## Synopsis
Kamogawa Yoshirō, un adolescent puceau, voit sa vie bouleversée par un événement cosmique alors qu'il se masturbe. Il acquiert alors la capacité de lire dans les pensées et se retrouve à devoir défendre le monde contre des médiums maléfiques.

## Fiche technique
- Titre : The Virgin Psychics
- Titre original : 映画 みんな!エスパーだよ! (Eiga Minna! Esper da yo!)
- Autre titre : Everyone Is Psychic! The Movie
- Réalisation : Sion Sono
- Scénario : Sion Sono d'après le manga Minna! Esper da yo! de Kiminori Wakasugi
- Musique : Tomohide Harada
- Photographie : Hajime Kanda
- Production : Hiroshi Muto
- Société de production : TV Tokyo
- Pays :  Japon
- Genre : Comédie dramatique, science-fiction
- Durée : 114 minutes
- Dates de sortie : 
  -  Japon : 4 septembre 2015

## Distribution
- Mika Akizuki : Yuko
- Tokio Emoto : Yasu
- Motoki Fukami : Yosuke Enomoto
- Mizuki Hoshina : Taeko
- Rika Hoshina : Saya
- Elaiza Ikeda : Miyuki Hirano
- Tomomi Itano : Eri
- Megumi Kagurazaka : Mlle Akiyama
- Anna Konno : Mitsuko Mitsui
- Erina Mano : Sae Asami
- Reiya Masaki : Naoya Yabe
- Sahel Rosa : Julie Babcock
- Airi Shimizu : Shizuka
- Rena Shimura : Mano
- Ai Shinozaki : Keiko
- Shôta Sometani : Yoshiro Kamogawa
- Makita Sports : Teru
- Maryjun Takahashi : Aiko Polnareff
- Ami Tomite : Akiko Kamiya
- Mariko Tsutsui : Ritsuko
- Ken Yasuda : le professeur Asami

## Box-office
Le film a rapporté 29 117 dollars au box-office hongkongais.